# توموکو تاباتا
توموکو تاباتا (انگلیسی: Tomoko Tabata؛ زادهٔ ۲۶ دسامبر ۱۹۸۰) یک هنرپیشه اهل ژاپن است. 